# Koszówka
Koszówka – wieś w Polsce położona w województwie mazowieckim, w powiecie warszawskim zachodnim, w gminie Kampinos.
W latach 1975–1998 miejscowość administracyjnie należała do województwa warszawskiego.